# Club Deportivo Arquitectura
El Club Deportivo Arquitectura es un club deportivo sin ánimo de lucro de Madrid, España. Su objeto social es la promoción del rugby tanto en el ámbito universitario como en el federado. La actividad del Club se extiende desde el nivel local de la propia Universidad, hasta el nacional e incluso internacional.
El Club Deportivo Arquitectura ha evolucionado desde su fundación en el año 1970 hasta convertirse en una de las entidades deportivas de carácter amateur más importantes de España. Pero su historia se remonta hasta el año 1931, con el primer equipo de Rugby de Arquitectura y su primer Título Universitario.
El Rugby es el deporte emblemático de la Escuela de Arquitectura y lo es gracias al palmarés deportivo más brillante de entre los clubes que hoy lideran el Rugby español.
Desde que se fundó, el CDA ha obtenido 15 títulos absolutos en España (6 Copas de S.M. el Rey y 9 Títulos de Liga), 2 Copas Ibéricas, amén de un sinfín de títulos en ligas menores. Asimismo, ha realizado numerosas giras deportivas por el extranjero (Francia, Reino Unido, Portugal, Sudáfrica…) exportando una gran imagen del Rugby español.

## Historia del club

### Primeros pasos
Los inicios de la actividad deportiva entre los alumnos de la Escuela Superior de Arquitectura se remontan a los años 20 y los 30. En aquella época se practicaba el Hockey, Fútbol, Atletismo, etc.
El primer equipo de Rugby data de 1931 y ese mismo año se proclamó ganador del primer Campeonato Universitario, arraigando de una forma tan fuerte en la Escuela hasta convertirse en el deporte característico del Centro.
Al título universitario de campeones madrileños de 1931, se sumaron los de los años 1935 y 1936. Una vez restablecida la normalidad en los ámbitos universitarios tras la Guerra Civil, volvió Arquitectura a brillar en el Rugby universitario siendo campeón de forma ininterrumpida desde el año 1948 al 1959, y el 1963, además de serlo de España los años 1957, 1958 y 1959 al establecerse los Juegos Universitarios Nacionales.

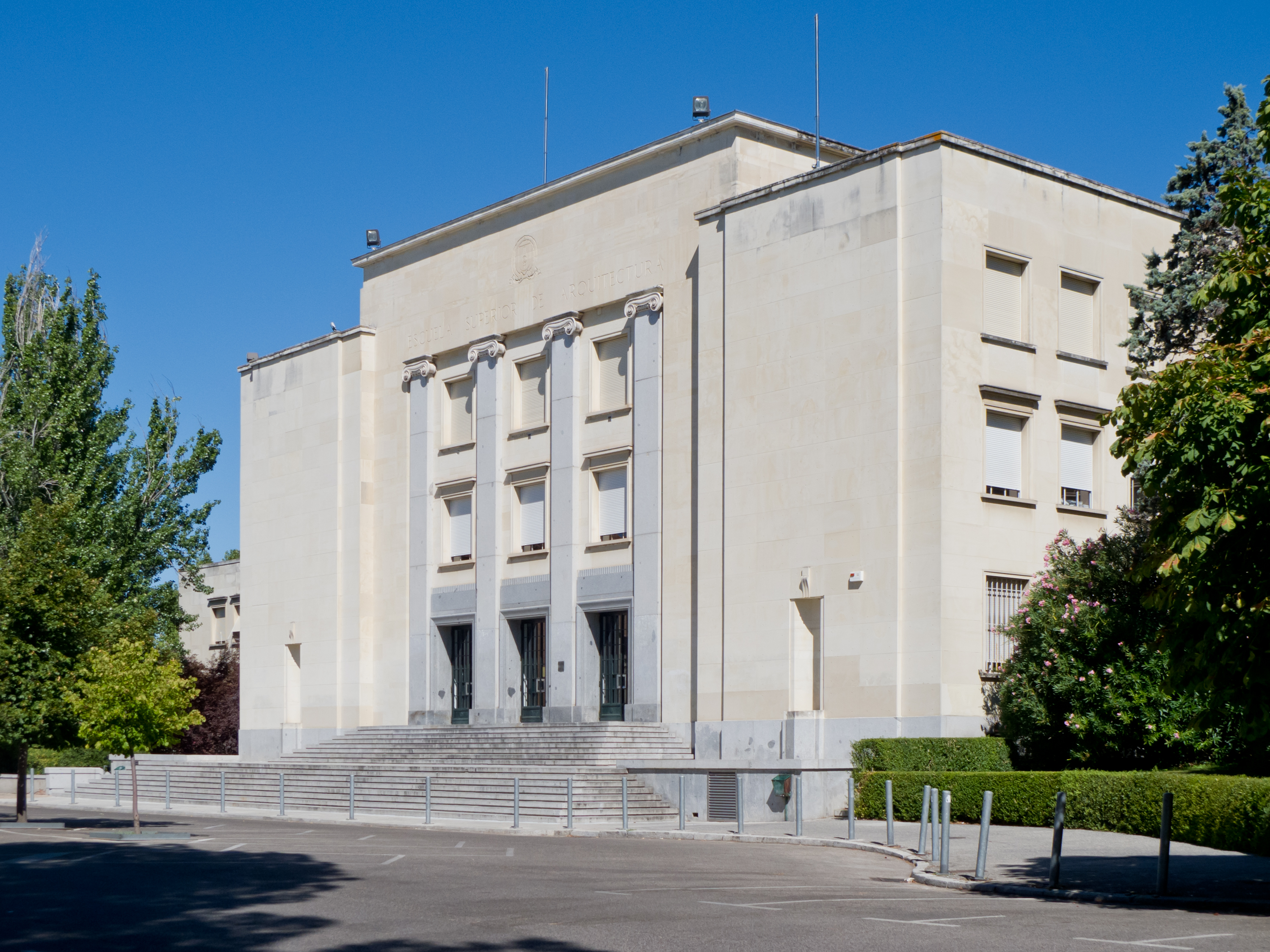
ETSAM donde nace el Club y a la que sigue fuertemente ligado

### Fundación del club
En la década de los 60 se produce un aumento en el número de alumnos del Centro, lo que propicia un notable incremento de practicantes y la aparición de nuevas disciplinas deportivas: Baloncesto, Balonmano, Voleibol, etc., que se suman a los que ya estaban arraigados: Rugby, Fútbol y Atletismo.
En el año 1963 se federa por primera vez el equipo de Rugby, que había vuelto a ser campeón universitario ese año y, por fin, en febrero de 1970 nace el Club Deportivo Arquitectura. A los éxitos de la Sección de Rugby se añaden los cosechados en Atletismo, Fútbol, Baloncesto, etc.
La calidad de los deportistas que las integran y, por ende, los resultados obtenidos, propicia que los equipos de las distintas disciplinas se federen con el afán de buscar una competición que ofrezca metas más ambiciosas que las estrictamente universitarias.
Una nueva era daba comienzo.

### Expansión y consolidación del C.D. Arquitectura
Los años 70 marcan la expansión del CDA, que se consolida durante esta década y la siguiente, tanto en el área de su deporte principal, que es el Rugby, como en un amplio abanico de disciplinas –hasta un total de 19 secciones deportivas- convirtiéndolo en uno de los clubes más importantes del país en el ámbito estrictamente amateur. Algunos logros:
- RUGBY. Ascenso a la máxima categoría nacional en 1971.[4] Logran 4 Títulos Absolutos en España en dicha década y 11 en las siguientes (6 Copas de S.M. el Rey y 9 Títulos de Liga), precisamente la última Liga, (la temporada 94-95) además de 3 títulos de España Juveniles, 2 de Categoría Cadete, 2 de Universitario, 2 de Segunda Categoría Nacional, trofeos a Siete y Conmemorativos, etc.
- Deporte Universitario. Obtiene títulos de Campeón de España Universitario en Atletismo, Fútbol, Hockey, Balonmano, entre otros galardones.
- Deporte Federado. El alto nivel deportivo de los equipos propicia que estos opten por una competición de mayor nivel y comienzan a participar en competiciones federadas en Fútbol, Fútbol-Sala, Baloncesto, Voleibol, Tenis de Mesa, Atletismo, Béisbol, etc. Sus excelentes campañas les aúpan a la máxima categoría en las disciplinas de Béisbol, Fútbol-Sala, Voleibol Femenino, Tenis de Mesa y a categoría nacional en Atletismo, Baloncesto, etc.
- Copa STADIUM. Esta actividad deportiva plural y el nivel alcanzado, le hacen acreedor en el año 1977 de la Copa Stadium, concedida por el Consejo Superior de Deportes a la "Sociedad Deportiva que se ha distinguido durante el año y entre todas las de España por su labor en pro y fomento del Deporte",[5] que recogió de manos del Rey de España.[6]
- Cincuentenario del Equipo de Rugby. El año 1982 el Club celebra el Cincuentenario de la Sección de Rugby,[7] lo que da lugar a una serie de actos y giras internacionales que culminan con el título de Campeón de España absoluto en Liga, Copa y Juveniles. El Comité de Honor fue presidido por S.M. el Rey D. Juan Carlos I.
- Trofeo Villa de Madrid. Este importante Trofeo se concedió al CDA como Club más destacado de Madrid en la actividad deportiva a escala local en el año 1984, trofeo que fue entregado por el entonces Alcalde de la Villa, D. Enrique Tierno Galván.
- Copa Ibérica de Rugby. Esta copa que enfrenta al campeón de liga español y portugués ha sido ganada por el Club Deportivo Arquitectura en el año 1990 y 1995[8]

## Club
Una de las principales labores del club es contribuir a la difusión del noble y bello deporte del Rugby, tradicional complemento al proceso educativo y de formación personal de miles de jóvenes por todo el planeta, ensalzando el espíritu amateur y universitario del Club Deportivo Arquitectura, comprometido con el esfuerzo y dedicación propios del deporte de alto nivel, con un enfoque casi único en el panorama deportivo español.
Solo con ese espíritu y con el talento de sus deportistas, se puede llegar a comprender el palmarés de un Club como Arquitectura.

### Situación actual
La aparición en 1997 de la Asociación Deportiva de la Escuela de Arquitectura, ocasionó la separación de la principal actividad federada del Club del resto de las disciplinas universitarias. Desde entonces, la actividad deportiva del CD Arquitectura se centra en la práctica y difusión del Rugby, siendo el resto de deportes administrados por la Asociación, con la que el CD Arquitectura convive amistosamente.
• Actividad federada:
Rugby: Con equipo en División de Honor B (2010), así como otros en Primera Regional, Juveniles, Cadetes, Infantiles, Alevín, Benjamin, Prebenjamin y Jabato.
• Actividad universitaria:
El CDA participa en Deporte Universitario siendo el consultor técnico a cuyo cargo se preparan los equipos de la Universidad Politécnica de Madrid.
• Actividad escolar:
La presencia del CDA en centros escolares a través del acuerdo marco que le liga a la Fundación Ensayo 2000, se ha estado expandiendo desde el año 1999. Hoy en día (2010) monitores del CDA imparten cursos de Rugby en varios colegios de Madrid.

### Instalaciones
Desde 1931 el Club ha dispuesto de las instalaciones deportivas del recinto de la E.T.S. de Arquitectura, las cuales llegaron a contar, gracias a las inversiones y esfuerzos del CDA, de un campo de entrenamiento de Rugby, dos pistas polideportivas, gimnasio para musculación, vestuarios, etc. Dichas instalaciones se encuentran en la actualidad en proceso de reforma.
Desde esa fecha y mediante acuerdos con el Instituto Madrileño de Deporte (IMDER), los equipos federados y equipo femenino del CD Arquitectura utilizan las instalaciones del Parque Deportivo Puerta de Hierro de Madrid.
Desde 2022, el primer equipo del CD Arquitectura disputa sus partido en el Campo de rugby Las Leonas, en el Ensanche de Vallecas, campo que fue inaugurado justo ese mismo año.

### Socios y deportistas
El Club cuenta con 3 socios protectores, 10 socios corresponsales por toda España y más de 200 socios de número y antiguos integrantes de sus equipos, así como el apoyo y contacto con el colectivo estudiantil de la E.T.S. Arquitectura, que comprende a unos 4000 alumnos, de los que unos 200 participan directamente en actividades del Club.
Así mismo, cuenta con 130 socios activos o deportistas, federados en las categorías Nacional, Regional, Juvenil, Cadete, Infantil, Alevín, Benjamin, Prebenjamin y Jabato para la competición en las categorías correspondientes.

## Jugadores históricos
|                                       |         |         |
| - Candela Outeriño, Félix             | 1931-32 | 1935-36 |
| - Durán Martínez, Carlos              | 1931-32 | 1935-36 |
| - Flores, Francisco                   | 1931-32 | 1931-32 |
| - García San Miguel, Carlos           | 1931-32 | 1940-41 |
| - López Gómez, Jesús                  | 1931-32 | 1940-41 |
| - Méndez, Paco                        | 1931-32 | 1935-36 |
| - Pérez López, Jaime                  | 1931-32 | 1935-36 |
| - Soler, Santiago                     | 1931-32 | 1935-36 |
| - Hernández Bravo, Jorge              | 1944-45 | 1947-48 |
| - Zuazo Aguirre, Rafael               | 1944-45 | 1951-52 |
| - Vázquez de Castro y Sarmiento, Luis | 1944-45 | 1951-52 |
| - Rivas Trechuelo, José Luis          | 1947-48 | 1948-49 |
| - Arganza García, Nicolás             | 1949-50 | 1951-52 |
| - Hernández Gil, Dionisio             | 1951-52 | 1962-63 |
| - De la Quadra-Salcedo, Tanis         | 1960-61 | 1963-64 |
| - Barbadillo Gómez, Francisco         | 1961-62 | 1962-63 |
| - José Luis Martín Clabo              |         |         |
| - García Alcázar, Carlos              | 1961-62 | 1962-63 |
| - Bau Miquel, Joaquín                 | 1965-66 | 1971-72 |
| - García Herreros, Enrique            | 1964-65 | 1971-72 |
| - Camarero Ruiz, Leopoldo             | 1969-70 | 1972-73 |
| - Camarero Ruiz, Miguel               | 1970-71 | 1971-72 |
| - Goikoetxea Tabar, Javier            | 1970-71 | 1980-81 |
| - López Ipiña, Fernando               | 1970-71 | 1978-79 |
| - Zulet Artegui, Andrés               | 1970-71 | 1978-79 |
| - De la Macorra, José C               | 1971-72 | 1982-83 |
| - Linares Martínez, Jesús             | 1971-72 | 1976-77 |
| - Olaciregui Arrieta, Javier          | 1971-72 | 1976-77 |
| - Reguero Fuertes, Carlos             | 1971-72 | 1983-84 |
| - Rodríguez García, Carlos            | 1971-72 | 1981-82 |
| - Martín Sánchez, Antonio             | 1972-73 | 1981-82 |
| - Moriche Mostajo, Manuel             | 1972-73 | 1972-83 |
| - Silva, Rolando                      | 1972-73 | 1972-73 |
| - Cabezas, José Manuel                | 1973-74 | 1973-74 |
| - Sanjuan de Moreta, Jorge Ignacio    | 1973-74 | 1978-79 |
| - Lorenzo Berberana, Francisco        | 1975-76 | 1987-88 |
| - Blanco Palmero, Felipe              | 1976-77 | 1988-89 |
| - Coloma Lamigueiro, Manuel           | 1976-77 | 1980-81 |
| - Riberas Virtus, Miguel Ángel        | 1976-77 | 1979-80 |
| - Bordons, Brendan                    | 1977-78 | 1980-81 |

|                                 |         |         |
| - Fernández de C., Telmo        | 1977-78 | 1982-83 |
| - Marugán, José Fco.            | 1977-78 | 1982-83 |
| - Alonso Echánove, Juan Antonio | 1979-80 | 1982-83 |
| - Fernández Débora, Luis María  | 1979-80 | 1987-88 |
| - Machuca Charro, Antonio       | 1979-80 | 1988-89 |
| - García de la Torre, Fernando  | 1980-81 | 1992-93 |
| - Baeza, Domingo                | 1980-81 | 1990-91 |
| - Encabo Durán, Carlos          | 1981-82 | 1991-92 |
| - Monleón, Salvador             | 1981-82 | 1981-82 |
| - Moreno de Alborán, Jorge      | 1981-82 | 1991-92 |
| - Cruz López, José Luis         | 1982-83 | 1985-86 |
| - Sáinz de la Cuesta, Diki      | 1982-83 | 1985-86 |
| - Álvarez Cienfuegos, Rafael    | 1983-84 | 1989-90 |
| - Palacios, Javier              | 1983-84 | 1990-91 |
| - Salazar, José Mª              | 1983-84 | 1989-90 |
| - Rodríguez, Joaquín            | 1984-85 | 1990-91 |
| - Gutiérrez M., Jaime           | 1985-86 | 2001-02 |
| - Hernández Gil, Jerónimo       | 1986-87 | 2000-01 |
| - Blanco, Ramón                 | 1987-88 | 1999-00 |
| - Saenz Lobsack, Daniel         | 1987-88 | 1998-99 |
| - Gutiérrez M., Pablo           | 1989-90 | 1998-99 |
| - Gutiérrez V., Javier          | 1989-90 | 1995-96 |
| - Serres, Miguel                | 1991-92 | 2000-01 |
| - Rubio Ávila, Daniel           | 1992-93 | 2000-01 |
| - Calderón Solé, Pablo          | 1993-94 | 1998-99 |